# Tibolci
Tibolci este o localitate din comuna Gorišnica, Slovenia, cu o populație de 173 de locuitori.